# هندسة رومانية
الهندسة الرومانية هي الإنجازات الهندسية التي كانت تعد متطورة في زمن الأمبراطورية الرومانية، على الرغم من اعتمادها على الاختراعات والأفكار والمفاهيم القديمة التي اتبعت في تلك العصور. على الرغم من تأثر العمارة الرومانية بالحضارة اليونانية التي سبقتها، ومنها تكنولوجية توصيل المياه في المدن وتروية الأراضي الزراعية في الأرياف.

## أهم الإنجازات الهندسية

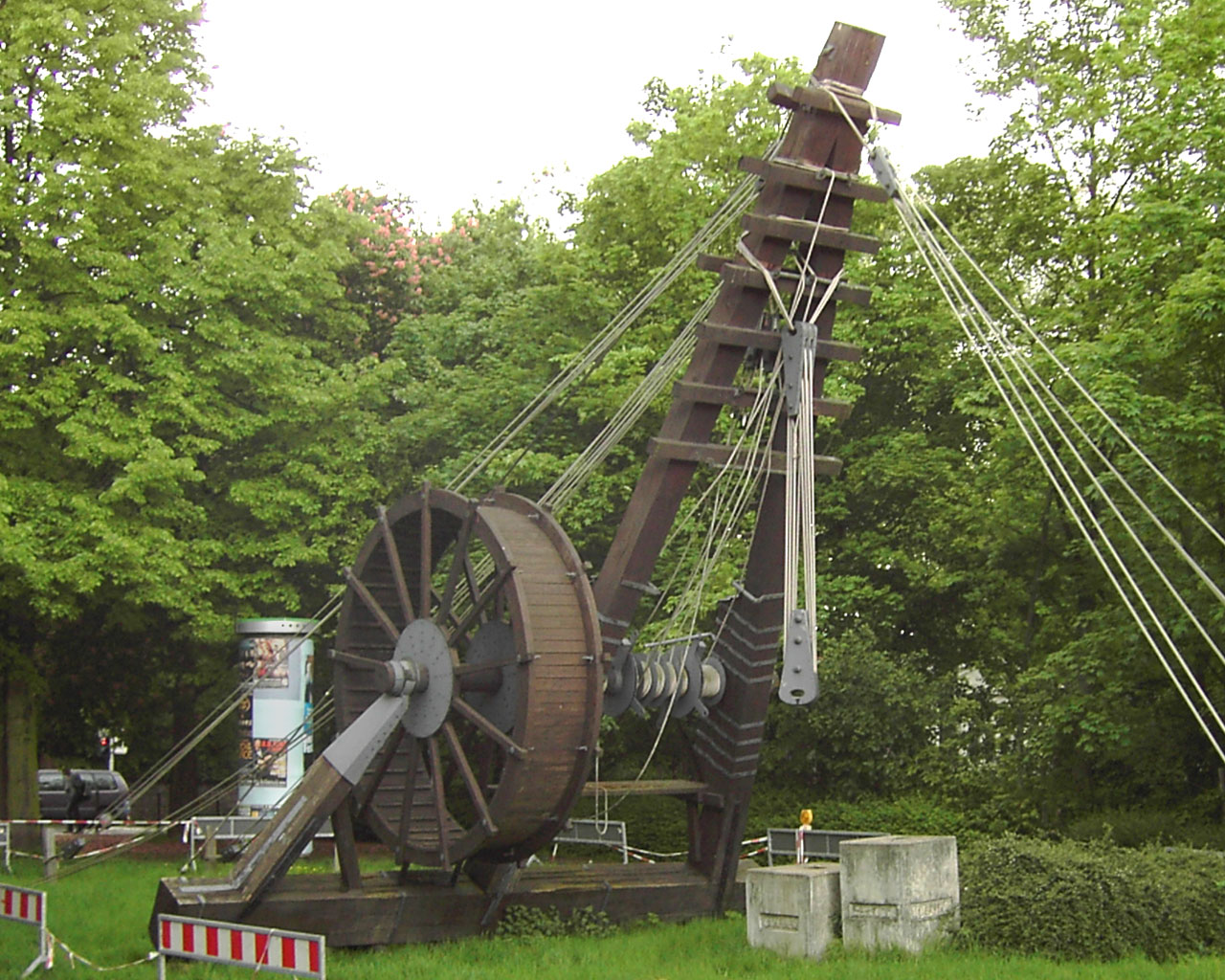
Reconstruction of a 10.4m high Roman Polyspastos at بون, Germany.

## القنوات

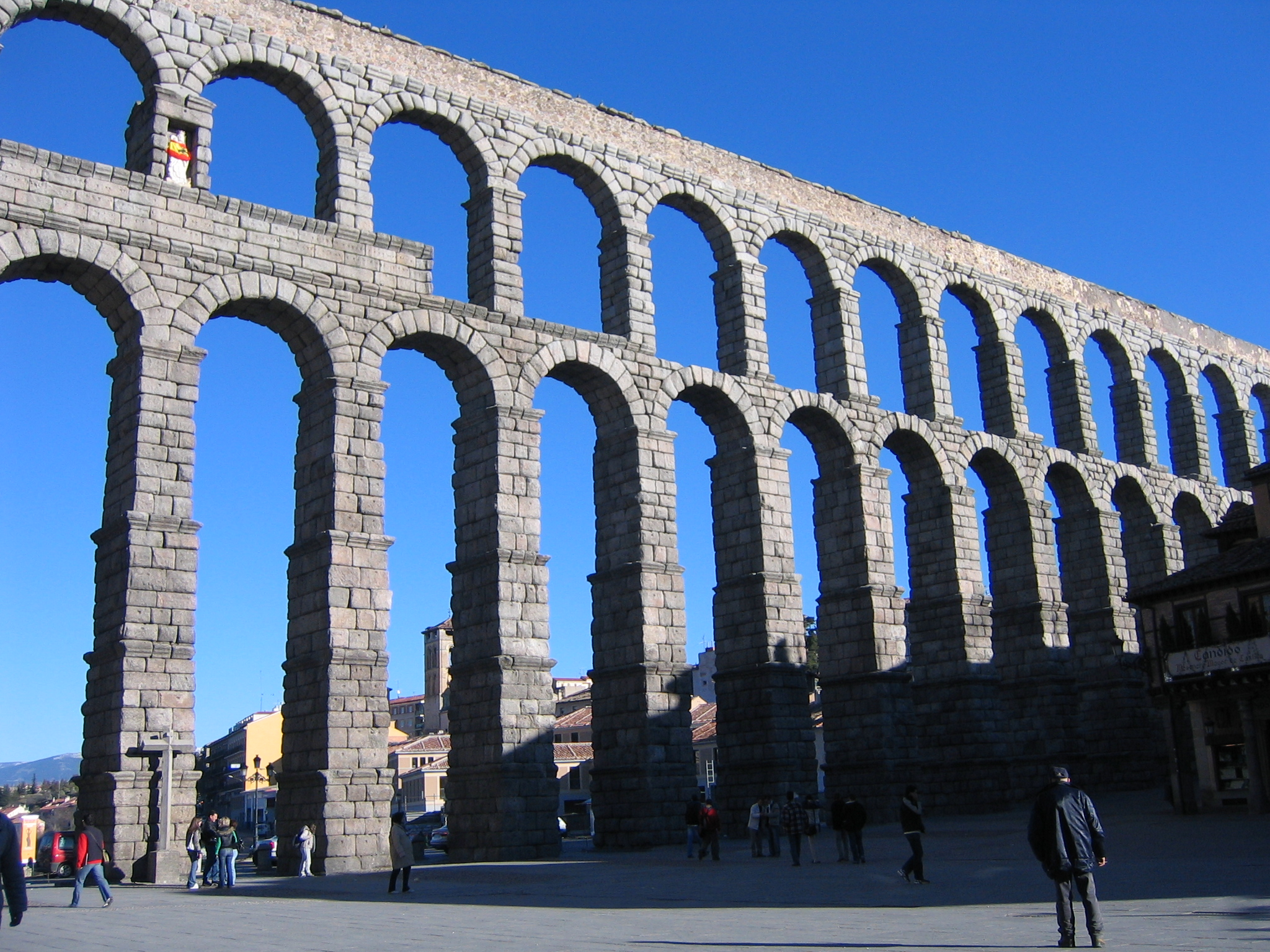
قنوات سيغوفيا، إسبانيا.

كان الرومان أول من بنى شبكة المجاري. ففي السابق كان يوجد خندق يسير اليه المياه القذرة بعيدا عن المنازل، ولكن استهلاك الرومان الكبير للمياه في الحمامات، واستهلاك الأسر للمياه لتنظيف دورة المياه، جعل من الضروري تحسين النظام المائي.وكذلك استخدم الرومان قنوات جر المياه لتروية الأراضي الزراعية في اراض الأمبراطورية قليلة المطر.
و نظرا لأن الرومان كانوا مهندسين مهرة وحرفيين، كان بامكانهم بناء قنوات المياه والمجاري بحيث كان لها ميل انخفاض مكن المياه من المرور على طول الطريق من وإلى المدن. وفي الوقت نفسه، اخترع الرومان الأسمنت حوالي 200 سنة قبل الميلاد. مما مكن الرومان من خلال الفترة (700 قبل الميلاد إلى 500 ميلادية) من تطوير وتوسيع إمدادات المياه ونظام الصرف الصحي على مستوى عال جدا.

## الطرق
لقد كان لبناء الطرق أهمية إستراتيجية للدولة الرومانية من حيث السيطرة ونقل البضائع والتجارة.
وكان الرومان من أكثر الشعوب القديمة تقدماً في مجال إنشاء الطرق البرية وتقنية بناء الجسور والعبّارات عليها، وقد وصلت شبكات الطرق البرية لديهم أكبر اتساع لها في القرن الثاني الميلادي حيث غطت معظم مدن الإمبراطورية الرومانية حتى قيل بأنّ الحضارة الرومانية تنتقل من خلال طرقها بسبب كثرتها وطولها.
يعتبر الرومان أول من بنوا الطرق المرصوفة السريعة والجيدة وفي سورية بنوا شبكة واسعة من هذه الطرق وذلك للأغراض التجارية والعسكرية منها الطرق الرئيسية المعبّدة والترابية المحسّنة كما أقاموا أبراجاً للحراسة بجانب تلك الطرق وفي أماكن مرتفعة لمراقبتها وحماية القوافل التجارية المارة عليها وبالقرب من مصادره المياه والإمدادات التموينية العسكرية حيث كانت المياه تُوفَّر لتلك الأبراج من الأنهر القريبة والآبار والأحواض والصهاريج أو تُجَّر بواسطة قساطل من أماكن بعيدة.وكانت «إنطاكية» عاصمة الولاية الرومانية الشرقية وكانت صلاتها مع الشرق تتم عبر طريقين رئيسيين أحدهما عبر منطقة باب الهوى متجهاً شرقاً نحو حلب (قنسرين) والثاني عبر سهل جومة ويُستخدم للاتصال بين إنطاكية ومدن أواسط الأناضول
في الفترة الرومانية في شمال سورية يقع أهم طريقين كان الأول طريق إنطاكية –حلب (قنسرين) والثاني كان يربط سيروس (قلعة النبي هوري حالياً) بمدينة أفاميا «لقد وصلت شبكة الطرق الرومانية البرية في أكبر اتساع لها في أيام الإمبراطور «تراجان» وذلك في بداية القرن الثاني الميلادي حيث وصل طولها إلى حوالي 85 ألف كيلو متر وامتدت من عند جدار الإمبراطور «أدريان» في «اسكتنلنده» وهو الجدار الذي يفصل اليوم بين «اسكتلنده» و«انكلترة» في الغرب وحتى «نهر دجلة» في الجهة الشرقية».
«أما في «سورية» فقد كان طول شبكة الطرق أيام الرومان أضعاف طول شبكة الطرق الحالية فيها فمثلاً كانت هناك ثمانية طرق تصل إلى مدينة «تدمر» ومثلها من الطرق كانت تصل إلى مدينة «بصرى»».
عرض الطريق 5,5 متر وطوله حوالي 100 كم ولا يزال قسم منه موجوداً حتى اليوم قرب قرية «تل عقبرين» -«تل الكرامة» حالياً التابعة لمحافظة «ادلب» ويبلغ طول القطعة المتبقية 1100 متر، والطريق بشكل عام كان مرصوفاً بواسطة طبقة من بلاطات حجرية كلسية جيدة سماكتها 70 سم وتحتها توجد طبقة سماكتها 30 سم مؤلفة من الحجر الصغير والبلوكاج الخشن بمعنى أنّ سماكة الطريق الكلي كان يبلغ حوالي المتر في المناطق الصخرية مثل المنطقة الواقعة قرب قرية «تل عقبرين»، أما في المناطق المستنقعية ذات التربة الرخوة فكانت سماكة الطريق تصل إلى مترين مؤلفة من أربعة طبقات تنتهي في الأعلى بالحجر ليكون هناك إمكانية لإنشاء عبّارة تمر من خلالها المياه وذلك بين طرفي الطريق فالرومان كانوا مشهورين ببناء الجسور والعبّارات ومن الأمثلة على ذلك الجسرين الرومانيين في منطقة «عفرين»».

## الجسور

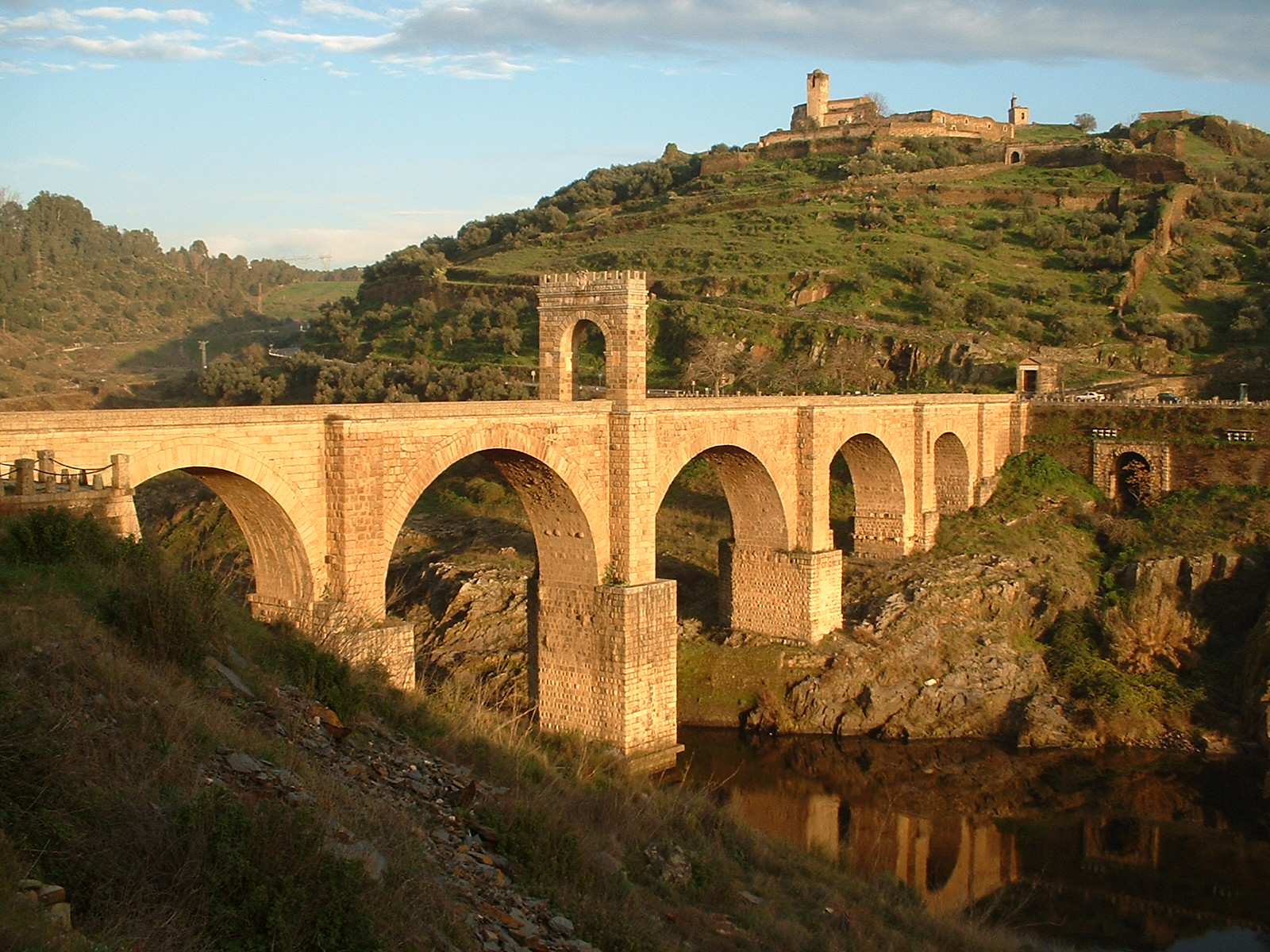
جسر القنطرة، إسبانيا

نقل الرومان هندسة بناء الجسور من الحضارة اليونانية، واعتمدوا في اغلب بنائهم على نظام الجسور المقوسة، وعلى الرغم من أن الأقواس كانت معروفة بالفعل من قبل الأتروسكان والإغريق القدماء، إلا أن الرومان كانوا أول من أدرك تماما إمكانات الأقواس لبناء جسر - كما هو الحال مع القبو والقبة. وقد قام المهندس كولن أوكونور بجمع قائمة بالجسور الرومانية تضم 330 جسر روماني حجري لحركة المرور، و 34 جسر خشبي و54 قناة رومانية كبيرة لا تزال قائما وحتى تُستخدم لنقل المركبات.
كما قام الباحث الإيطالي فيتوريو غلايزو بدراسة استقصائية أكثر اكتمالا عثر فيها على 931 جسر روماني معظمها من الحجر، في حوالي 26 دولة مختلفة.
كانت الجسور الرومانية عبارة عن أقواس نصف دائرية بالعادة، على الرغم من أن عددا منها كان جسور قوسية متقطعة (مثل جسر القناطر في إسبانيا)، وهو جسر يحتوي على قوس منحني أقل من نصف دائرة. وكانت مزايا جسر القوس المتقطع أنه سمح كبيرة لكميات كبيرة من مياه الفيضان بالمرور تحته، والتي من شأنها منع الجسر من الانجراف بعيدا أثناء الفيضانات. عموما، ظهرت الجسور الرومانية على شكل إسفين الحجارة المتقوس (لبنة العقد أو voussoirs) من نفس في الحجم والشكل.

## السدود
اتجهت الامبراطورية الرومانية إلى استغلال أقاليمها استغلالاً شاملاً في المجال الاقتصادي، واعتبر الرومان بناء السدود وحجز المياه هام للزراعة واقتصاد الدولة، لذلك اتجه الرومان إلى إعطاء عناية خاصة بالجانب الزراعي وعملوا على تطوير الزراعة لتحقيق غاياتهم الاقتصادية. وقد تطلبت هذه التوسعات الزراعية توفير المشروعات المائية اللازمة من إنشاء السدود وإقامة مسطحات لتخزين المياه،

## العمارة

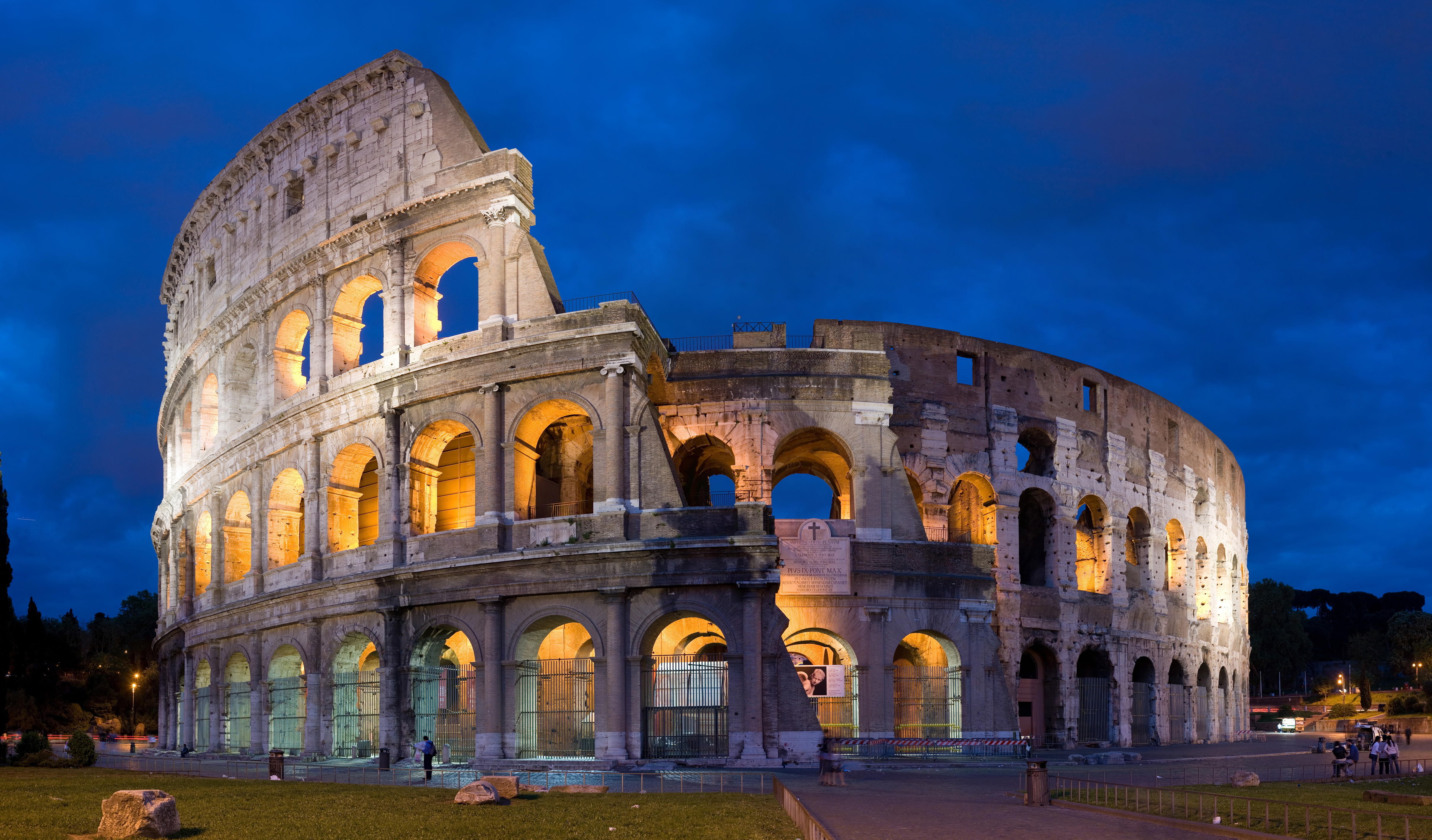
الكولوسيوم في روما.

تعتبر العمارة الرومانية كغيرها من النماذج المعمارية الأخرى، حصيلة الفنون والحضارات السابقة والمحيطه وأهمها الإغريقية، ولكن الرومان طبعوها بطابعهم الخاص الذي لا يمكن أن يخطئه أحد وكانت رابطته بالماضي قويه معبره في نماذج المعابد المختلفة التي تشهد بعظمتها في تاريخنا المعاصر.وقد تميزت العمارة الرومانية ببناء القلاع والثغور لحماية الحدود وطرق التجارة وايضا المنازل الرومانية الشهيرة.

## الأسلحة
تعد الأسلحة الرومانية تطوير للاسلحة التي صنعتها الشعوب المختلفة. ومن أهم الأسلحة الرومانية:
- الباليستا أو المنجنيق: وهي آلة حربية تستعمل لقذف الحجارة والسهام وكل ما يمكن قذفه من قذيفة بواسطة ذراع فيه كفة تحت ضغط قو ة فتل الحبال.
- الفخ: سلاح ارضي له رؤوس مدببة التي تتألف من اثنين أو أكثر من المسامير حادة في العمود الرئيسي رتبت بطريقة تجعل منها واحدة دائما إلى أعلى نقطة من قاعدة ثابتة ويعتقد أنها قد تكون من حيث الألغام الأرضية في العصور القديمة. نظام دفاعي يعمل على ابطاء تقدم الخيول، وفيلة الحرب. وقال انها تكون فعالة بشكل خاص على الأقدام الناعمة مثل الجمال.
- برج الحصار: برج حصار: البرج مستطيلة في كثير من الأحيان مع أربع عجلات وارتفاع يعادل ذلك من الجدار، أو في بعض الأحيان أعلى من الجدار للسماح للرماة على الوقوف على قمة البرج، واطلاق النار. لأن الأبراج خشبية فإنها قابلة للاشتعال، وبالتالي، البعض تغطى حديد أو من جلود الحيوانات. برج الحصار أساسا مصنوعة من الخشب ولكن في بعض الأحيان لها أجزاء معدنية.
- لباس الدرع: كان يلبسة قادة الروم لمكانتهم يصنع من المعادن كان محترفين يصنعون هذا النوع كان يعملو حلقات معدنية مثل الريش.
- الحربة: وهي عبارة عن قضيب طويل رأسه اما مزود برأس حاد أو صقل رأسه ليكون حاداً، وهذا النوع كان يعد من اوائل الأسلحة التي استخدمها الرومان.
- الحمار الوحشي: وكان يستعمل للحصار وهو عبارة عن منجنيق متحرك.
- السيوف: بعضها مماثل لتلك التي يستخدمها اليونانيون، وبعضها طورها الرومان مثل السباثا وهو سيف طويل.

## التعدين
يعد قدماء الرومان أول من أدرك أن التعدين يمكن أن يجعل الأمة غنية وقوية. فقد تاجَرَ الرومان في الأحجار والمعادن النفيسة وجلبوا الثروة للإمبراطورية الرومانية، كما استولوا على المناجم في كل دولة غزوها.كما تطور التعدين في العصر الروماني واستخراج المعادن لصناعة العُدَد والحُليِّ والأسلحة.

## الهندسة العسكرية

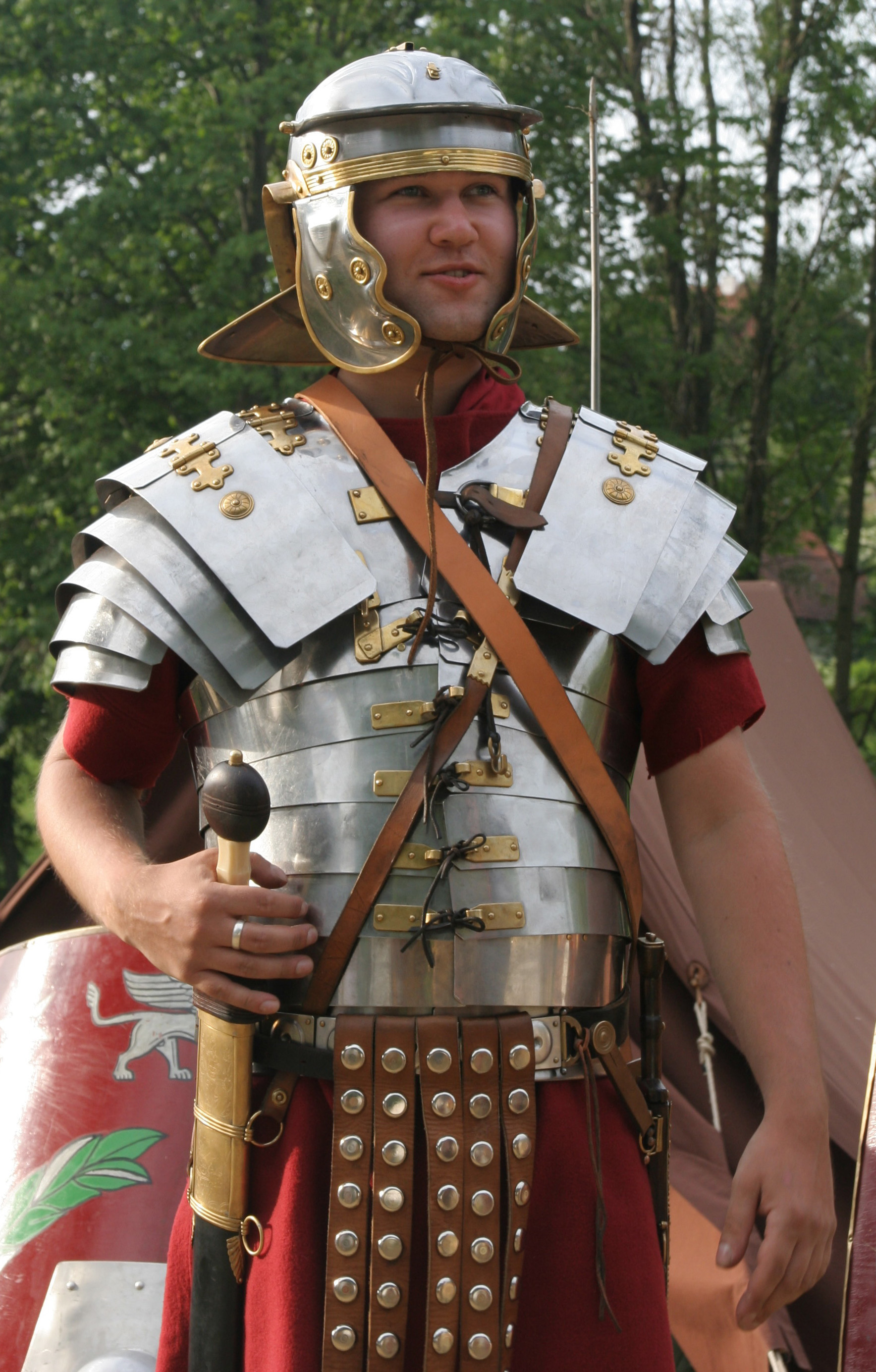
نسخة حديثة من نوع segmentata وريكا دروع

كان الجيش الروماني الأول (500 قبل الميلاد)، شأنه في ذلك شأن سائر الدول المعاصرة تأثر بالحضارة اليونانية، مواطن الميليشيات الذي يمارس تكتيكات الهبليت. انها صغيرة (سكان من الذكور الأحرار في سن الخدمة العسكرية، نحو 9,000)، ونظمت في خمسة فصول (في خط مواز لcomitia centuriata (جمعية المائة مقاتل)، وهي الهيئة المنظمة للمواطنين سياسيا)، مع ثلاثة هبليت موفرة واثنين من مشاة الروحية الموفرة. وكان الجيش الروماني الأول محدودا تكتيكيا وموقفه من خلال هذه الفترة كان موقفا دفاعيا في الأساس. وبحلول القرن الثالث قبل الميلاد، تخلى الرومان عن تشكيل الهبليت لصالح نظام أكثر مرونة من مجموعات أصغر من 120 رجل (أو في بعض الحالات 60) تُدعى شرذمة رومانية يمكنها المناورة أكثر استقلالا على أرض المعركة. وشكل ثلاثون شرذمة مرتبة في ثلاثة خطوط مع دعم القوات الفيلق، البالغ عددهم ما بين 4,000 و 5,000 رجل. وتكون الفيلق الجمهورى الأول من خمسة أقسام، كل منها مجهزة بطريقة مختلفة وأماكن مختلفة في تشكيل: ثلاثة خطوط من شرذمة المشاة الثقيلة (هاستاتي، principes and triarii) وقوة من المشاة الخفيفة (فيليتز) والفرسان (إكوايتس).و جاء مع التنظيم الجديد توجه جديد نحو الهجوم ووقفة أكثر عدوانية تجاه الدول المجاورة.